# Миттенар, Ирис
Ирис Миттенар (фр. Iris Mittenaere, род. 25 января 1993) — французская модель. Победительница национального конкурса красоты Мисс Франция 2016 и международного конкурса красоты Мисс Вселенная 2016, который выиграла 30 января 2017 года в Маниле, Филиппины.

## Биография и карьера

### Детство
Ирис Миттенар родилась 25 января 1993 года в городе Лилль, отец — Ив Миттенар, профессор истории и географии, мать — Лоранс Дрюар, школьная учительница и лектор. У Ирис есть брат, сестра и сводная сестра. Её родители развелись, когда ей было 3 года.
Миттенар посещала школу в Стенворде, где жила со своей мамой. В 2011 с отличием окончила лицей в Азбруке со степенью в области науки. После окончания, вернулась в Лилль, где поступила на медицинский факультет  Университета Лилля. После окончания обучения планирует стать зубным хирургом.

## Мисс Франция 2016

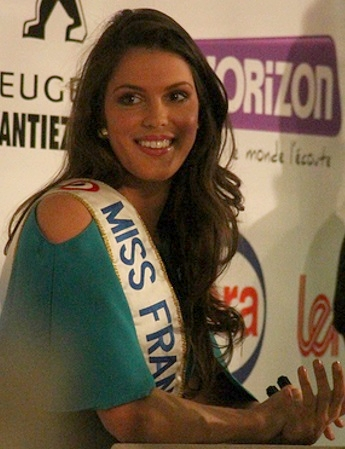
Ирис Миттенар в 2016 году

Была избрана Мисс Фландрия 2015, который проходил в коммуне Байёль. После становится обладательницей титула Мисс Нор-Па-де-Кале 2015 проходивший в городе Орши.
Миттенар представляла Нор-Па-де-Кале на «Мисс Франция 2016». 19 декабря 2015 обойдя 32 конкуренток она становится победительницей 86-го конкурса красоты  Мисс Франция. После победы в конкурсе Ирис стала популярной медийной персоной Франции.

## Мисс Вселенная 2016
Миттенар участвовала в конкурсе Мисс Вселенная 2016 года, где стала преемницей Мисс Вселенной 2015 филиппинки Пии Вурцбах. Когда она выиграла финал конкурса, то стала первой европейкой-победительницей с 1990 года. Она стала второй девушкой из своей страны, выигравшей корону, после Кристиан Мартель, победившей на Мисс Вселенная в 1953 году. Причём за все эти 63 года француженка лишь один раз попадала в пятёрку финалисток, это была Флора Кокерель в 2015 году.
Победу Ирис на родине встретили с овациями. На следующий день главный телеканал Франции два раза транслировал повтор конкурса Мисс Вселенная и документальный фильм о подготовке Миттенар к международному конкурсу. По приезде домой для Ирис был организован праздничный парад в Лилле, на котором присутствовало несколько тысяч человек и встреча с президентом Франции Франсуа Олландом в Елисейском дворце.

## Личная жизнь
Во время своего года в качестве Мисс Франция Ирис Миттенер состояла в отношениях с молодым студентом по имени Матье.
В 2017 году она встречалась с Кевом Адамсом. Они расстались в конце 2017 года и снова сошлись в начале 2018 года. Они снова расстались в октябре 2018 года.
После первого расставания с Кевом Адамсом она встречалась с профессиональным футболистом Хатемом Бен Арфа в течение нескольких недель.
В 2018 году Ирис Миттенар заявила, что состояла в отношениях с неким Роменом, друга своего брата, с которым она познакомилась, когда училась на втором курсе, который помог ей преодолеть развод родителей.
После своего появления на шоу «Танцы со звездами» Ирис поддерживала отношения со своим партнером по шоу, Энтони Колеттом.
С сентября 2019 года по май 2024 года состояла в отношениях с предпринимателем Диего Эль Глауи. Они обручились в августе 2022 года.
В 2024 году она состоит в отношениях с Бруно Пелатом, сыном предпринимателя в сфере недвижимости Оливье Пелата. Она старше его на восемь лет. Они расстались в том же году, после актов домашнего насилия, на которые она подала жалобу. Бруно Пелат был приговорен 6 ноября 2024 года к 1 году тюремного заключения, в том числе                             к 6 месяцам тюремного заключения Парижским уголовным судом.
В ноябре 2024 года она состоит в отношениях с Сами Уталбали.                                                                                                                                                                                                                    Еженедельник Paris-Match заявил в марте 2025 года, что она и регбист Антуан Дюпон составили «самую сексуальную пару весны».
В настоящая время живёт в Париже.